# Kleine groenvoorhoofdbrilvogel
De kleine groenvoorhoofdbrilvogel (Zosterops minor) is een zangvogel uit de familie Zosteropidae (brilvogels). De soort is nauw verwant aan de kleine zwartvoorhoofdbrilvogel (Z. chrysolaemus) die vroeger als een ondersoort binnen dit taxon werd opgevat.

## Verspreiding en leefgebied
De kleine groenvoorhoofdbrilvogel komt voor in noordelijk en centraal Nieuw-Guinea en het eiland Japen. De vogel komt voor in zowel heuvelland als montaan tropisch bos tussen de 400 en 1450 m boven de zeespiegel.

## Status
De grootte van de populatie is niet gekwantificeerd, maar is plaatselijk talrijk. De groenvoorhoofdbrilvogel staat als niet bedreigd op de Rode Lijst van de IUCN.